# Гладкий Мыс (Красноярский край)
Гладкий Мыс — деревня в Балахтинском районе Красноярского края России. Входит в состав Еловского сельсовета.

## География
Деревня расположена в 52 км к северо-западу от районного центра Балахта.

## Население
| 1989 | 2002 | 2010 |
| ---- | ---- | ---- |
| 155  | ↘111 | ↘53  |

Гендерный состав
По данным Всероссийской переписи населения 2010 года 24 мужчины и 29 женщин из 53 чел.

## Известные жители
- Бобков, Григорий Евдокимович (1907—1981) — младший лейтенант, Герой Советского Союза (1943).